# Úrkút
Úrkút là một thị trấn thuộc hạt Veszprém, Hungary. Thị trấn này có diện tích 20,13 km², dân số năm 2010 là 2100 người, mật độ 104 người/km².